# پژمردگی باکتریایی
پژمردگی باکتریایی (نام علمی: Erwinia tracheiphila) نام یک گونه از تیره انتروباکتریاسیا است.